# Textpattern
Textpattern est un système de gestion de contenu créé par Dean Allen. Écrit en PHP et fonctionnant avec MySQL, il est destiné à être utilisé pour tout type de sites web de petite ou moyenne taille, du blog au webzine en passant par la vitrine commerciale. Il se distingue des autres logiciels par sa capacité à produire naturellement des sites dans un HTML propre[réf. nécessaire] (pas de « soupes de balises », de mises en page par tableaux ; il peut passer la validation XHTML 1.0 stricte sans problèmes), par sa souplesse de construction encore supérieure à celle de SPIP, et par Textile qui est un langage mnémotechnique très simple et pourtant très puissant[réf. souhaitée] pour écrire du texte qui sera automatiquement transformé en XHTML propre.
Textpattern est publié sous la licence libre GNU GPL.